# Сакаи (Фукуи)
Сакаи (на японски 坂井市, по английската Система на Хепбърн Sakai-shi, Сакаи-ши) е град, разположен в префектура Фукуи, Япония. Намира се северно от град Фукуи. Основан е на 20 март 2006 г. в резултат на сливане на градовете Харуе-чо, Маруока-чо, Микуни-чо и Сакаи-чо от бившата област Сакаи. Областта не съществува повече след сливането. Към 1 октомври 2006 г., градът има население от 95 331 жители и средна гъстота от 454,15 души на кв. км. Общата му площ е 209,91 кв. км. Градът е втори по население и първи по ръст на населението в префектурата Фукуи.

## Известни места
- Тоджимбо – местност, от която се разкрива красива панорама към брега на морето
- Замъка Маруока – най-старият замък в Япония